# Feu de l'Aber-Ildut
Le feu de l'Aber-Ildut est situé au nord de l'embouchure de l'Aber-Ildut, à proximité du rocher du Crapaud, dans la commune de Lanildut (Finistère).
En 1897, un premier feu directionnel blanc et rouge  est construit en pignon d'un petit bâtiment rectangulaire en maçonnerie peint en blanc.
En 1922, la maison des gardiens est construite et des panneaux colorés sont portés par un faux pignon.